# سی‌ام‌ای سی‌جی‌ام ولا
سی‌ام‌ای سی‌جی‌ام ولا (به انگلیسی: CMA CGM Vela) یک کشتی است که طول آن ۳۴۷٫۴۸ متر (۱٬۱۴۰٫۰ فوت) می‌باشد. این کشتی در سال ۲۰۰۸ ساخته شد.